# Pteropus tokudae
Pteropus tokudae är en utdöd däggdjursart som beskrevs av Tate 1934. Pteropus tokudae ingår i släktet Pteropus och familjen flyghundar. IUCN kategoriserar arten globalt som utdöd. Inga underarter finns listade.
Denna flyghund levde fram till slutet av 1960-talet på ön Guam som tillhör Marianerna. Arten utrotades troligen genom jakt. Dessutom kan den introducerade ormen Boiga irregularis vara en orsak.